# Slag bij Kelly's Ford
De Slag bij Kelly’s Ford vond plaats op 17 maart 1863 in Culpeper County, Virginia tijdens de Amerikaanse Burgeroorlog. Deze slag is ook bekend als de Slag bij Kellysville. 2.100 Noordelijke cavaleristen onder leiding van brigadegeneraal William W. Averell staken de Rppahannockrivier over en vielen de Zuidelijke cavalerie onder leiding van brigadegeneraal Fitzhugh Lee aan. De Noordelijken hadden een klein succes behaald toen de 800 cavaleristen van Lee een tegenaanval uitvoerden. In de late namiddag trokken de Noordelijken zich terug zonder de Zuidelijke cavalerie vernietigd te hebben.

## Achtergrond
Na de nederlaag van het Noordelijke Army of the Potomac in de Slag bij Fredericksburg werd generaal-majoor Ambrose Burnside vervangen door generaal-majoor Joseph Hooker. Hij reorganiseerde en trainde het leger tijdens de winterpauze. Hij centraliseerde de cavalerie in een zelfstandig cavaleriekorps en stelde generaal-majoor George Stoneman aan tot bevelhebber. Tot dan stelde de Noordelijke cavalerie niets voor vergeleken met hun Zuidelijke tegenhanger onder leiding van generaal-majoor J.E.B. Stuart. Ze misten de ervaring, zelfvertrouwen en leiderschap om de Zuidelijken te weerstaan.
Op 25 februari 1863 voerde brigadegeneraal Fitzhugh Lee, een neef van generaal Robert E. Lee, een raid uit in Stafford County, Virginia. De Noordelijke cavalerie verloor 150 soldaten van de divisie van brigadegeneraal William A. Averell, een goede vriend van Fitz Lee tijdens hun studententijd in West Point. Hooker dreigde met Stonemans ontslag indien hij er niet in slaagde om dergelijke raids te voorkomen.
Ongeveer drie weken later hadden verkenners van Averells 2nd Division Zuidelijke cavalerie bij Culpeper Court House waargenomen. Averell trok een strijdmacht samen van 3.000 cavaleristen en zes kanonnen en vertrok naar Kelly’s Ford om de Rappahannock over te steken en de vijand aan te vallen. Hij liet verschillende eenheden achter langs de marsroute om de communicatielijnen open te houden en de voorposten van de vijand aan te vallen bij Rappahannock Station. Hij hield ongeveer 2.100 soldaten over verdeeld over drie brigades onder leiding van de kolonels Alfred N. Duffié en John B. McIntosh en kapitein Marcus Reno. Averell nam het op tegen een gedetacheerde Zuidelijke brigade die 800 man en twee kanonnen sterk was. Deze brigade werd aangevoerd door zijn oude vriend Fitzhugh Lee.

## De slag
In de vroege ochtend van de 17de maart bereikte de voorhoede van Averells divisie Kelly’s Ford. Op de andere oever wachtten 60 Zuidelijke scherpschutters zijn strijdmacht op. Drie pogingen om de rivier over te steken mislukte. Uiteindelijk slaagden 20 cavaleristen onder leiding van majoor Samuel E. Chamberlain erin om de rivier over te geraken.
Rond 07.30u hoorde Lee van de Noordelijke pogingen om de rivier over te steken. Lee ging ervan uit dat Brandy Station hun doel was en stuurde 800 soldaten om de Noordelijke opmars te blokkeren. Ze botsten op de Noordelijken die opgesteld stonden bij C.T. Wheatley House op ongeveer 3,5 van Kelly’s Ford. Duffiés brigade stond op de linkerflank in een bebost gebied. Het centrum werd aangevoerd door McIntosh en de rechterflank door Renos regimenten die achter een stenen muur opgesteld stonden.
Lees soldaten vielen de sterke vijandelijke positie aan. De 3rd Virginia en 5th Virginia Cavalry vielen de Noordelijke linkerflank aan en werden terug geslagen met zware verliezen. Op de Noordelijke linkerflank voerde Duffié een charge uit in plaats van zijn positie te verdedigen. De Zuidelijken trokken zich in verwarring terug. Lee hergroepeerde zijn soldaten en voerde zelf een tegenaanval uit. Opnieuw kon hij niet op tegen de Noordelijke overmacht. Rond 17.30u trok Averell zijn uitgeputte soldaten terug. Hij liet twee gevangengenomen Zuidelijke officieren achter met een zak koffie en een boodschap voor Fitz Lee waarin stond: "Beste Fitz, hier is uw koffie. Wat vond je van ons bezoekje?"

## Gevolgen
De Noordelijken verloren 78 soldaten tegenover 133 Zuidelijke slachtoffers.
De slag kan technisch als een Zuidelijke overwinning beschouwd worden omdat Averrells soldaten zich hebben terug getrokken van het slagveld. Op moreel vlak was dit een Noordelijke overwinning. Ze hadden het uitgehouden tegen de Zuidelijke cavalerie. In de komende veldtochten in 1863 zou hun zelfvertrouwen nog toenemen.